# Frankokanadyjczycy
Frankokanadyjczycy (fr. Canadiens français) – ludność Kanady zamieszkująca jej wschodnie prowincje, dla której językiem ojczystym jest francuski. 
Są częścią narodu kanadyjskiego, lecz zachowują przynależność do określonej części kraju i różnych kręgów kulturowych (romańskiego i germańskiego). Frankokanadyjczycy mają korzenie głównie francuskie, belgijskie i szwajcarskie. W większości wyznają katolicyzm.